# 利奥波德·布卢姆
利奥波德·布卢姆（Leopold Bloom）是詹姆斯·乔伊斯（James Joyce）所著小说–– 《尤利西斯》（Ulysses）––中的主人公和英雄。他在1904年6月16日于都柏林市内的遭遇和经历，或多或少地与荷马史诗《奥德赛》（Odyssey）中主人公奥德修斯（拉丁语名Ulysses，英语名Odysseus）的遭遇有着平行对应的关系。詹姆斯·乔伊斯以朋友利奥波德·波普（Leopold Popper）为原型，设定了这一角色的名字和部分个性。波普是一名波西米亚犹太人后裔，他聘请了乔伊斯作自己女儿——阿玛利亚（Amalia）——的英文辅导老师。波普经营着一家铭文“波普和布鲁姆（Popper and Blum）”的公司，所以“利奥波德·布卢姆“这一名字被认为取自波普的名和布鲁姆的英语化变形。

## 人物塑造
布卢姆被塑造成了一个有胃口的人的形象：
（英文原文）

Mr Leopold Bloom ate with relish the inner organs of beasts and fowls. He liked thick giblet soup, nutty gizzards, a stuffed roast heart, liverslices fried with crustcrumbs, fried hencods' roes. Most of all he liked grilled mutton kidneys which gave to his palate a fine tang of faintly scented urine.

（萧乾、文洁若译本）

利奥波德·布卢姆吃起牲口和家禽的下水来，真是津津有味。他喜欢浓郁的杂碎汤、有嚼头的胗、填料后用文火焙的心、裹着面包渣儿煎的肝片和炸雌鳕卵。他尤其爱吃在烤架上烤的羊腰子。那淡淡的骚味微妙地刺激着他的味觉。

利奥波德·布卢姆生于1866年，是鲁道夫·维拉各（Rudolf Virág, 一名由松博特海伊迁至爱尔兰的匈牙利犹太人，他同时由犹太教改宗新教，并把名字改成了鲁道夫·布卢姆——Rudolph Bloom，后来自杀身亡）和艾伦·希金斯（Ellen Higgins，一名爱尔兰新教徒）唯一的儿子。利奥波德·布卢姆未被割礼。他们一家居住在都柏林市波特贝罗（Portobello）的克兰布莱塞尔街（Clanbrassil Street）。利奥波德·布卢姆后来改宗天主教以迎娶玛莉昂 (摩莉) ·特威迪（Marion (Molly) Tweedy），他们的婚礼举办于1888年10月8日。这对夫妇育有一个女儿蜜莉森特（Millicent，昵称“蜜莉，Milly”，生于1889年）和一个儿子鲁道夫（Rudolph，昵称“鲁迪，Rudy”，生于1893年12月，出生11天后去世）。利奥波德与摩莉一家居住在都柏林艾苟斯街7号（7 Eccles Street，Dublin）。
《尤利西斯》中记录利奥波德·布卢姆于1904年6月16日在都柏林市内遭遇的章节都与《奥德赛》中对应人物的故事相呼应（虽然第一至三章、第九章以及第七章的少部分主要记叙斯蒂芬·迪达勒斯的经历，但这些部分也与《奥德赛》有联系，斯蒂芬的故事对应于《奥德赛》中忒勒玛科斯的部分）。乔伊斯的狂热爱好者把6月16日称为“布卢姆日”。
随着当天情节的展开，利奥波德·布卢姆的思绪转向了妻子摩莉与她经纪人希思·“一把火”·鲍伊兰（通过诸如“耳虫”的情节间接指出）的婚外情，同时在参加朋友帕特里克·迪格南（Paddy Dignam）葬礼的时候触景生情，想起自己儿子鲁迪的过世。鲁迪的离世可能是利奥波德·布卢姆帮助斯蒂芬的原因。在书里后面的章节中布卢姆外出寻找斯蒂芬，把他从妓院中救出来，带斯蒂芬回自己家并还提供住所供斯蒂芬学习和工作。读者可以从这些章节中了解布卢姆的容忍力和人文主义情怀，以及他的窥阴癖和（只存在于书信中的）风流不忠。布卢姆厌恶暴力，他对爱尔兰民主主义的冷漠态度引起了他与自己同好（尤其是与卡吕普索一章中的“公民”）间的争执。虽然通过改宗天主教以迎娶摩莉和三次接受天主教洗礼的情节可以看出，布卢姆从来都不是一名实际意义上的犹太人，但他还是拥有部分犹太血统，并且有时会因为被当成是完全意义上的犹太人而遭人戏弄和威胁。
乔伊斯传记的作者理查德·埃曼把利奥波德·布卢姆称为“虚人”（"a nobody"），因为他“对周围的人和事几乎没有任何影响”（”has virtually no effect upon the life around him”），但埃曼在布卢姆的这种特点之上也发现了一种品质：“布卢姆身上神圣的部分单单就是他的人性——他对于自身和其他生物间关系的一种认定”（"The divine part of Bloom is simply his humanity - his assumption of a bond between himself and other created being"）。

## 其它作品和文化中的布卢姆
乔伊斯告诉西尔维娅·毕奇，胡尔布鲁克·杰克逊（Holbrook Jackson）在模仿利奥波德·布卢姆。
作家兼导演梅尔·布鲁克斯（Mel Brooks）在自己的电影《制片人》中给会计师角色取名“莱奥·布卢姆”（Leo Bloom）。 
莱奥是个容易紧张的会计师，容易出现恐慌发作症状，他一直拿着一块安全毯（security blanket）来冷静自己。尽管如此，还是莱奥有办法能让失败的剧目也赚钱。在2005年版的同名电影中，莱奥在认识到自己的潜能后大声质问“什么时候才是布卢姆日？”（"When's it gonna be Bloom's Day?"）在麦克斯·拜利斯托克（Max Bialystock）办公室背景的日历上标着6月16日，这天正是布鲁姆日。
前平克·弗洛伊德乐队成员罗杰·沃特斯在自己的歌曲《Flickering Flame》中提到了利奥波德·布卢姆坐在茉莉·夢露（Molly Malone）旁边。
杰弗瑞·梅耶在《奥威尔笔下的末世：<上来透口气>：现代小说研究》（"Orwell's Apocalypse: Coming Up For Air, Modern Fiction Studies"）中指出，乔治·奥威尔所著《上来透口气》（Coming Up For Air）中的主角是以利奥波德·布卢姆为原型塑造的。
由于利奥波德·布卢姆所表现出的无身份认同感及对政治的冷漠， 法国激进的边缘刊物《Tiqqun》用他来象征当代社会下虚无主义和冷漠待世现象。.
格蕾丝·斯里克尔的专辑《After Bathing at Baxter’s》’中与尤利西斯有关的歌曲《Rejoyce》中提到了利奥波德·布卢姆。